# Otto Abel
Heinrich Friedrich Otto Abel (Klosterreichenbach (ma:Baiersbronn), Württemberg, 1824. január 24. – Leonberg, 1854. október 28.) német történetíró.

## Élete
1842 után sorra járta a jelesebb egyetemeket és kivált Friedrich Christoph Dahlmann és Leopold von Ranke vezetése alatt folytatta tanulmányait. Legelső művét: Makedonien vor König Philipp (Lipcse, 1847), melyben a régi macedónok hellén származását vitatta, Dahlmannak ajánlotta. Az 1848-as forradalom kitörése ifjú lelkét is szép reményekben ringatta, melyeknek ez évben Das neue Deutsche Reich und sein Kaiser című, Berlinben megjelent művében kifejezést is adott. Annál mélyebben bántotta őt IV. Frigyes Vilmos király magatartása és a parlament által felajánlott császári korona visszautasítása. Érzelmeiről a hagyatékából (1855) kiadott, modern viszonyokra való célzásokkal átszőtt: Theodat, König der Ostgothen című műve tanúskodik. Azután Heinrich Alexander von Arnim porosz miniszter hivására diplomáciai pályára lépett, mellyel azonban már 1850-ben szakított. Azután Berlinben élt és mint a Monumenta Germaniae historica nagyszabású vállalatnak egyik buzgó munkatársa, a Hohenstaufok korából való kútfők kiadását készítette elő. Működésének azonban korai halála véget vetett. 
Csak halála után jelent meg két nagyobb művének bekezdő része: König Philipp der Hohenstaufe (Berlin, 1852) és Kaiser Otto IV. und König Friedrich II. (kiadta Wegele, 1856), mely művek mind szakavatottságáról, mind pedig vonzó tolláról tanuskodnak. Kisebb művei közül nevezetesebbek: Die deutschen Personennamen (Berlin, 1853), Die deutschen Kaiserdynastien und ihre Bestrebungen für die Einheit und Erblichkeit des Reichs (megj. a Germania-ban. I. kötet, 1851) és Die Legende vom heiligen Nepomuk (Berlin, 1855). Ez utóbbiban azt írja, hogy a Nepomuki Szent János iránt való tiszteletet a jezsuiták oltották a cseh nép szívébe, mégpedig azért, hogy a csehek bálványának, Husz Jánosnak emlékét háttérbe szorítsák és e forradalom emlékét a néppel elfelejtessék.